# Inverness (municipal county)
Inverness, Municipality of the County of Inverness – jednostka samorządowa (municipal county) w kanadyjskiej prowincji Nowa Szkocja powstała 17 kwietnia 1879 na bazie terenów hrabstwa Inverness. Według spisu powszechnego z 2016 obszar county municipality, składający się z trzech (A, B, C) części (będących jednostkami podziału statystycznego (census subdivision)) to: 3815,59 km² (A: 2030,39 km², B: 752,02 km², C: 1033,18 km²), a zamieszkiwało wówczas ten obszar 13 190 osób (A: 5076 os., B: 4928 os., C: 3186 os.).